# Степанівка (Калуський район)
Степа́нівка — село в Україні, у Верхнянській сільській територіальній громаді Калуського району Івано-Франківської області.

## Топоніміка
Село отримало назву від імені засновника — Стефанівка (першим поселенцем на цих теренах був адвокат Стефан Кірхмаєр, котрий власне скупив ґрунти, на яких згодом виникло поселення). Практично всі досі так його називають, незважаючи на зміну однієї букви у назві за часів СРСР.

## Географія

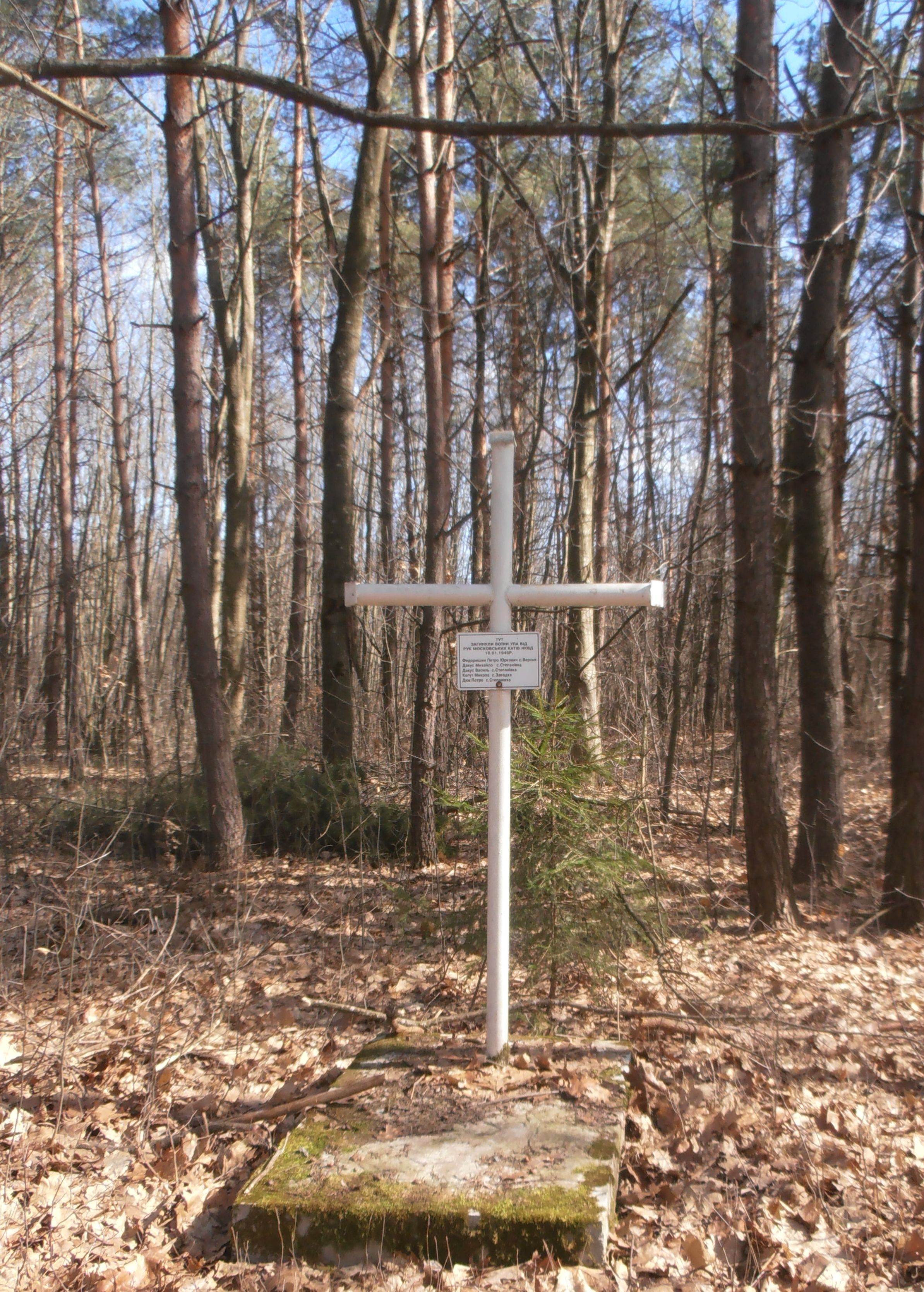
Хрест повстанцям УПА

Селом протікає річка Кам'яний.

## Історія
Село виникло у новітні часи — у 1927 році. У 1939 році в селі проживало 550 мешканців (90 українців-грекокатоликів, 10 українців-римокатоликів і 450 польських колоністів).
У довоєнні, воєнні та післявоєнні часи село зазнало репресій. Найперше звідси заслали до Сибіру Стефана Кірхмаєра, котрий збудував тут школу (тепер це Народний дім). На 1.03.1943 в селі проживало 326 осіб.. В листопаді 1943 року німецька каральна експедиція спалила в селі 31 двір, убила 23 мешканців та 69 юнаків і дівчат відправила на роботи в Німеччину. Боролися жителі села і проти радянських окупантів.
З 1955 року на території села ведеться видобуток газу.

## Соціальна сфера
- Церква УПЦ КП Різдва Пресвятої Богородиці.
- Греко-католицька церква Св. Арх. Михайла (парафія Різдва Пресвятої Богородиці[6]) 1938 р., пам'ятка архітектури місцевого значення № 787[7].
- Народний дім.
- ФАП.
- НВК (школа І ст[8] на 35 учнівських місць і дитсадок на 20 дітей[9])
- 129 дворів, 450 мешканців.

## Вулиці
У селі є вулиці:
- Зелена
- Івана Франка
- Кам'янка
- Лесі Українки
- Хутір Могила
- Молодіжна

## Галерея

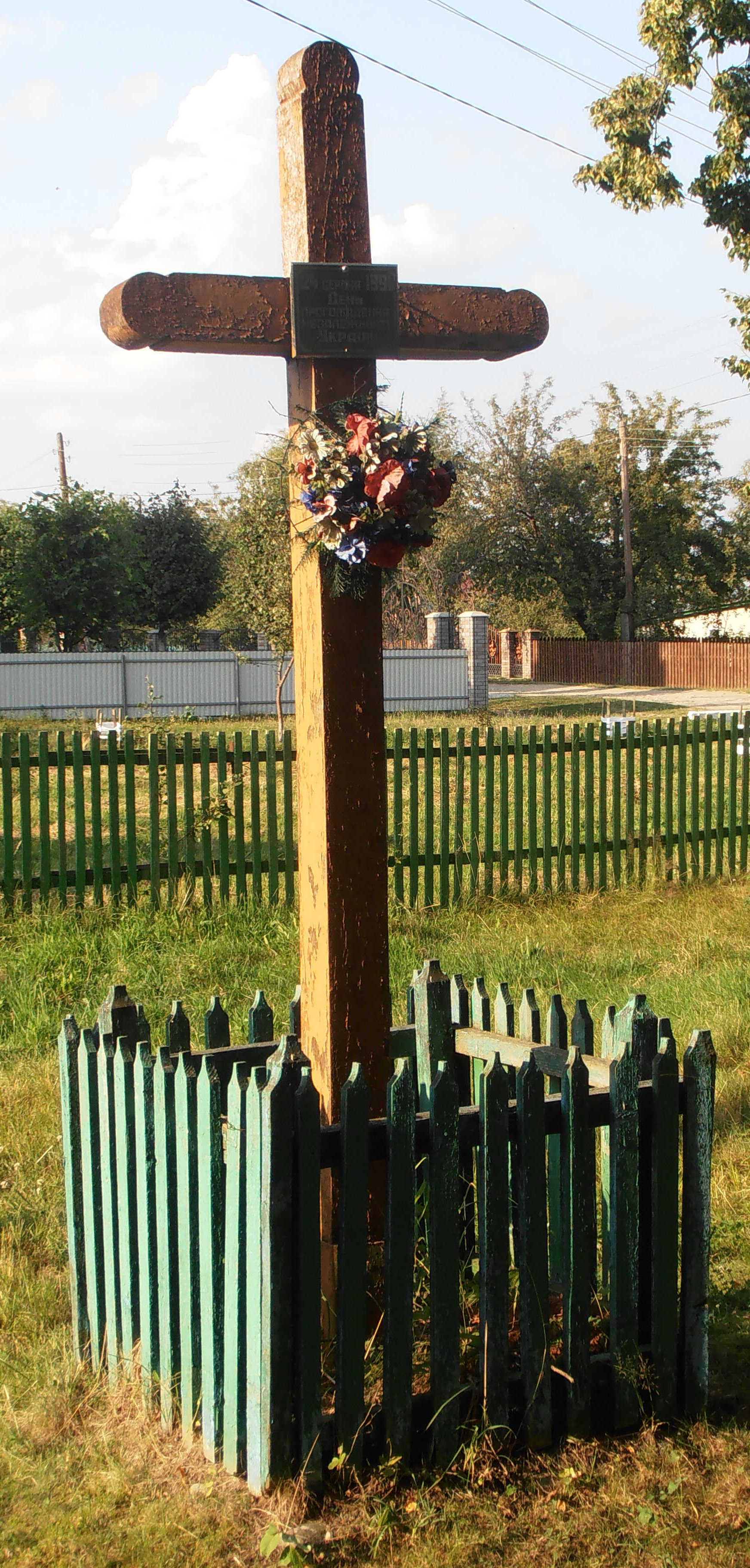
Знак незалежності
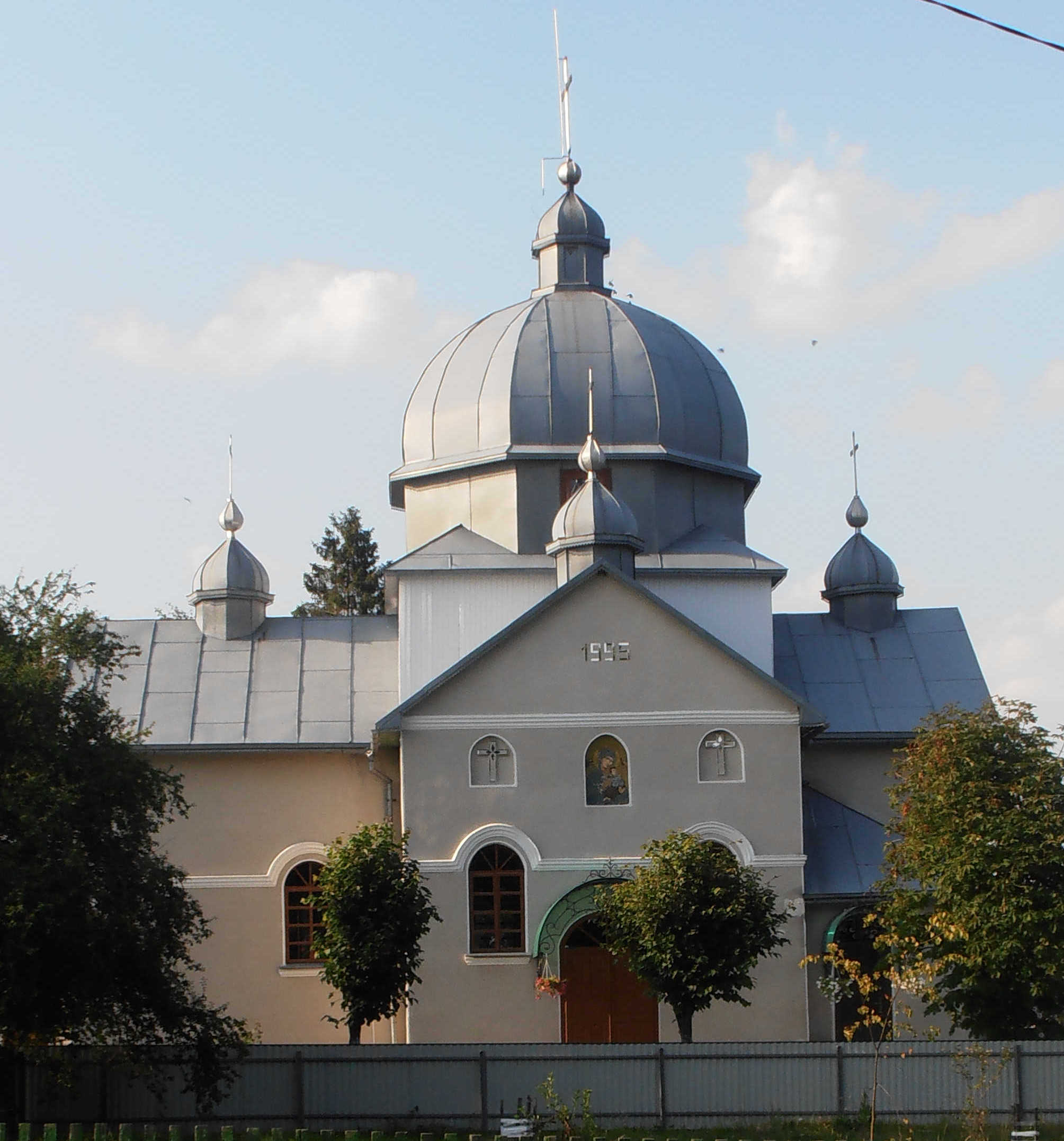
Нова церква
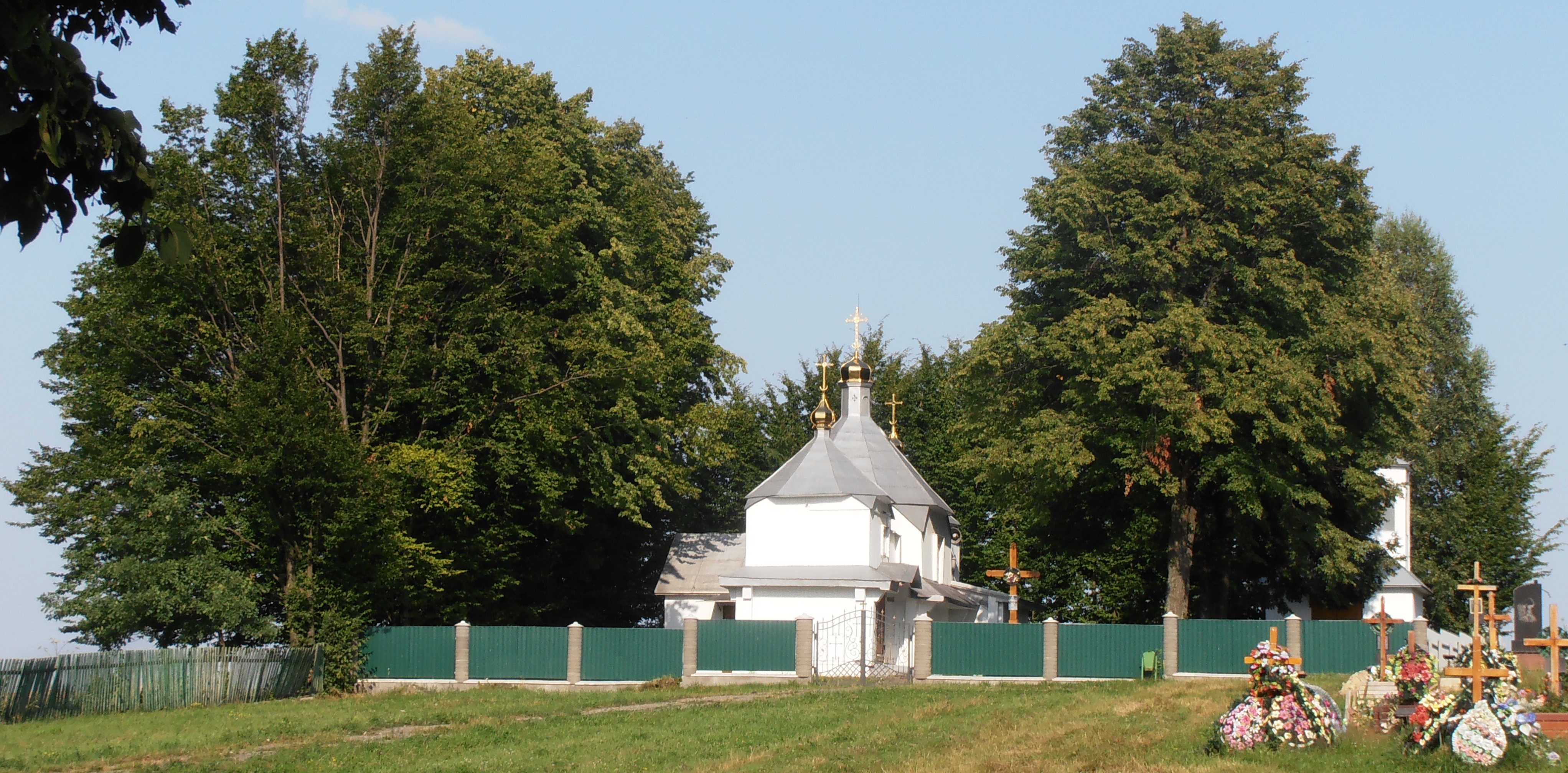
Стара церква
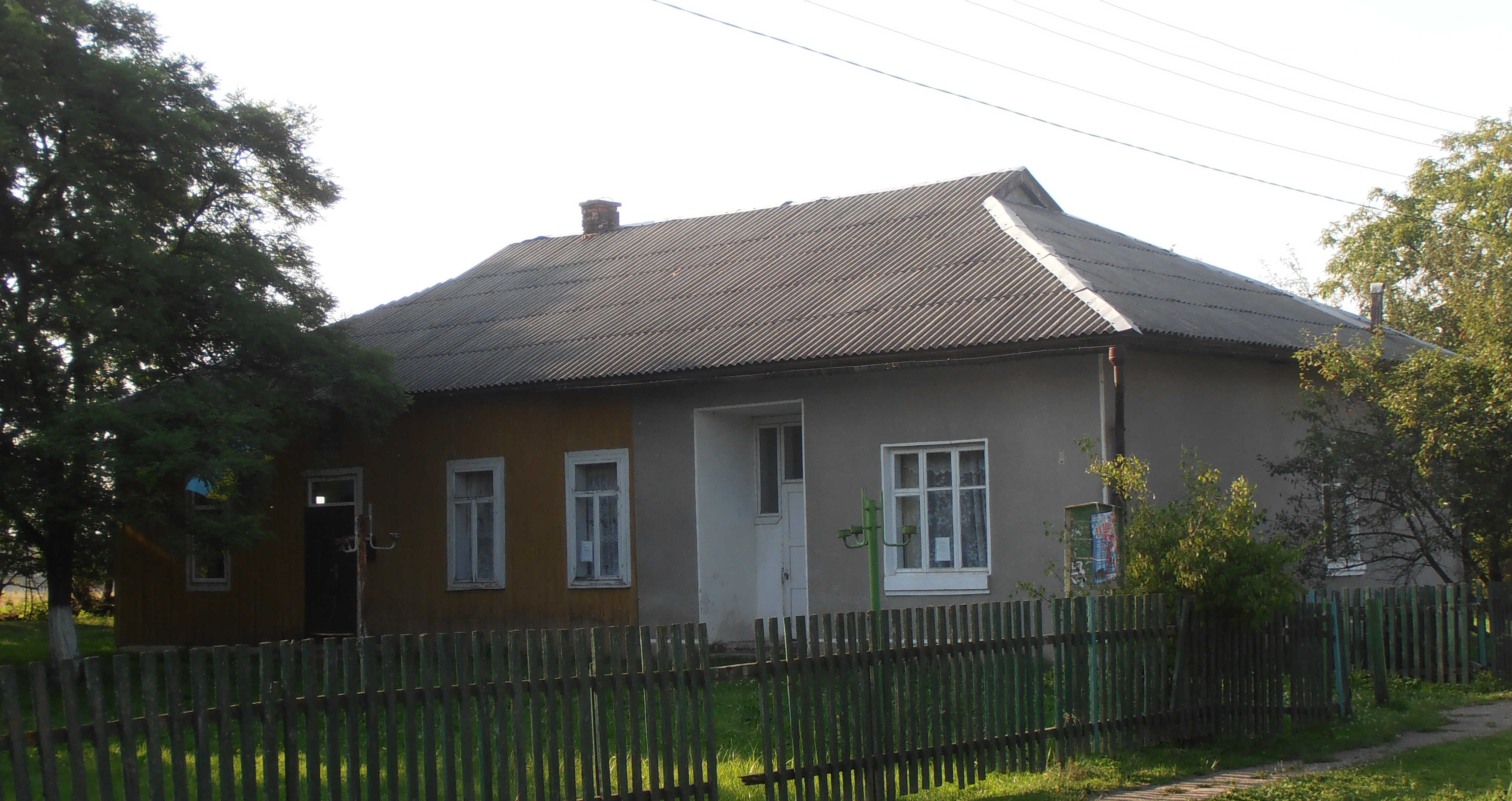
Народний дім
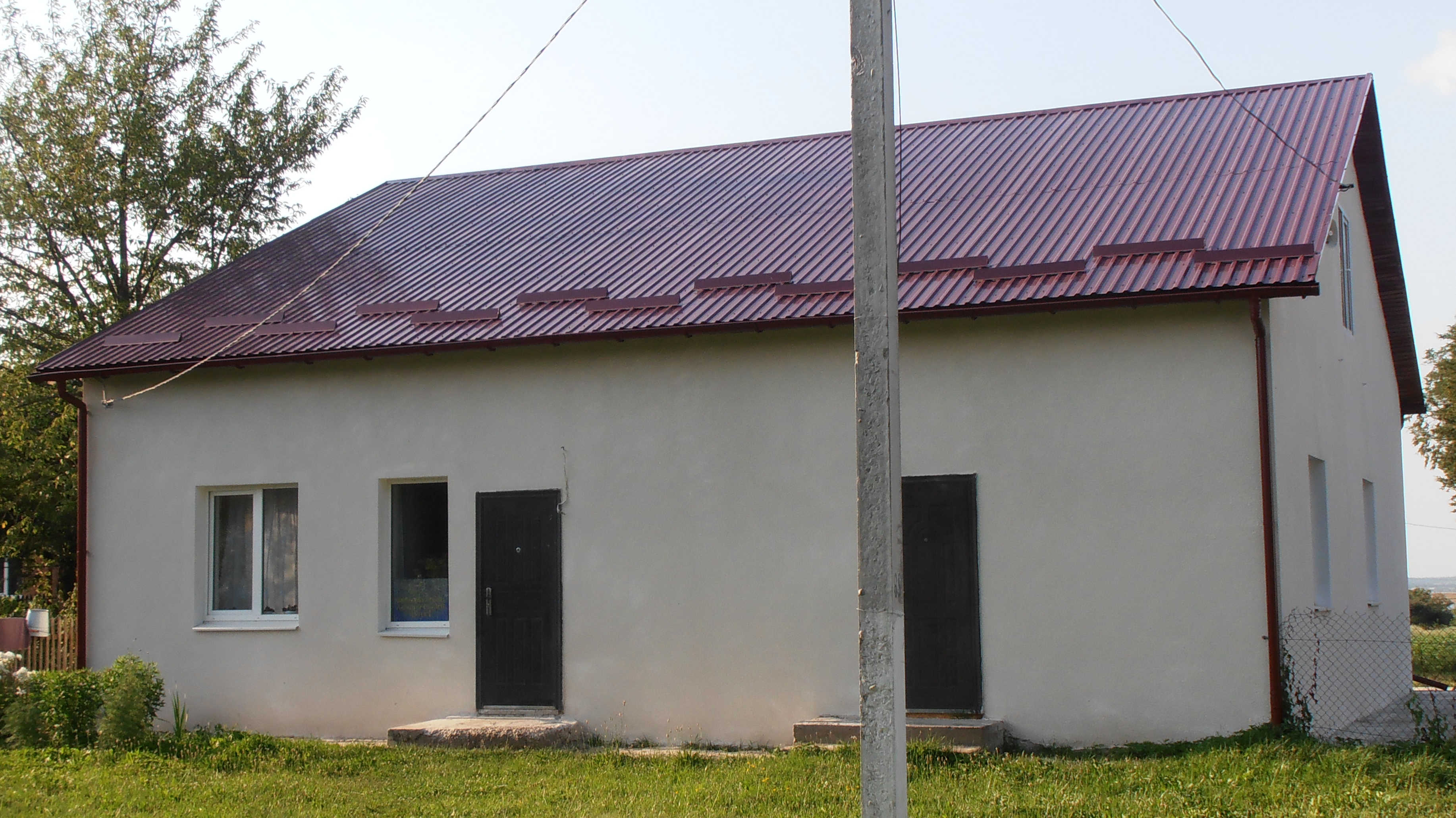
Фельдшерсько-акушерський пункт
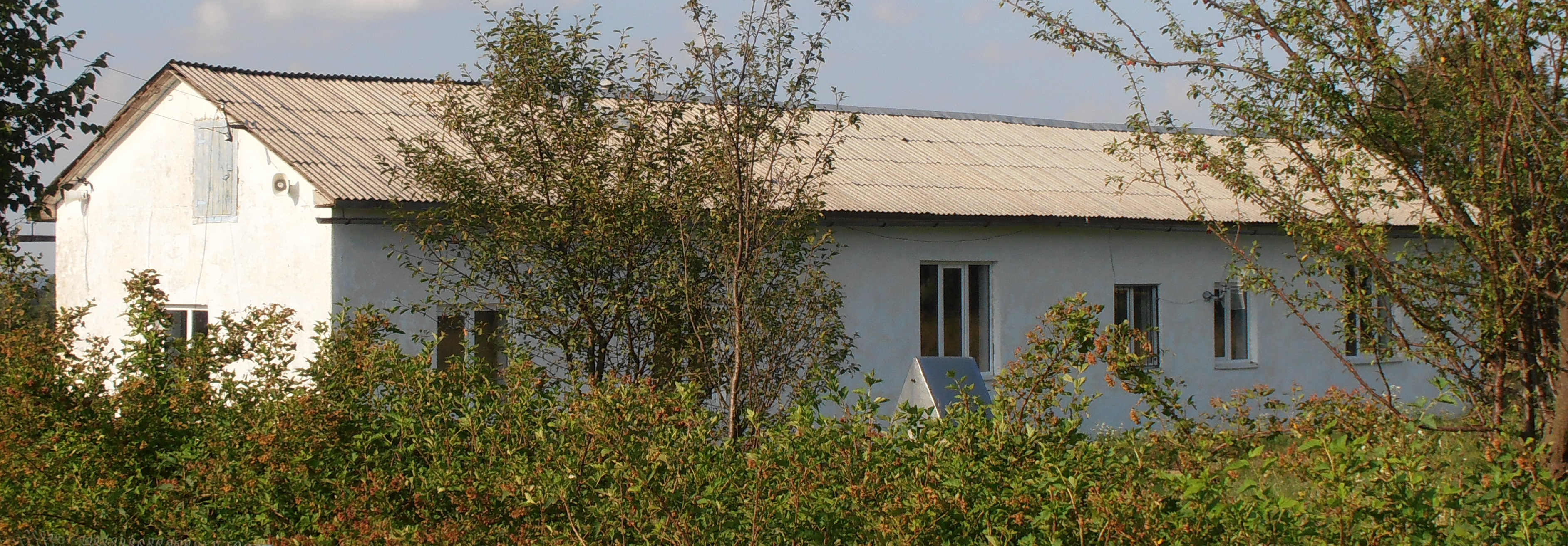
Школа
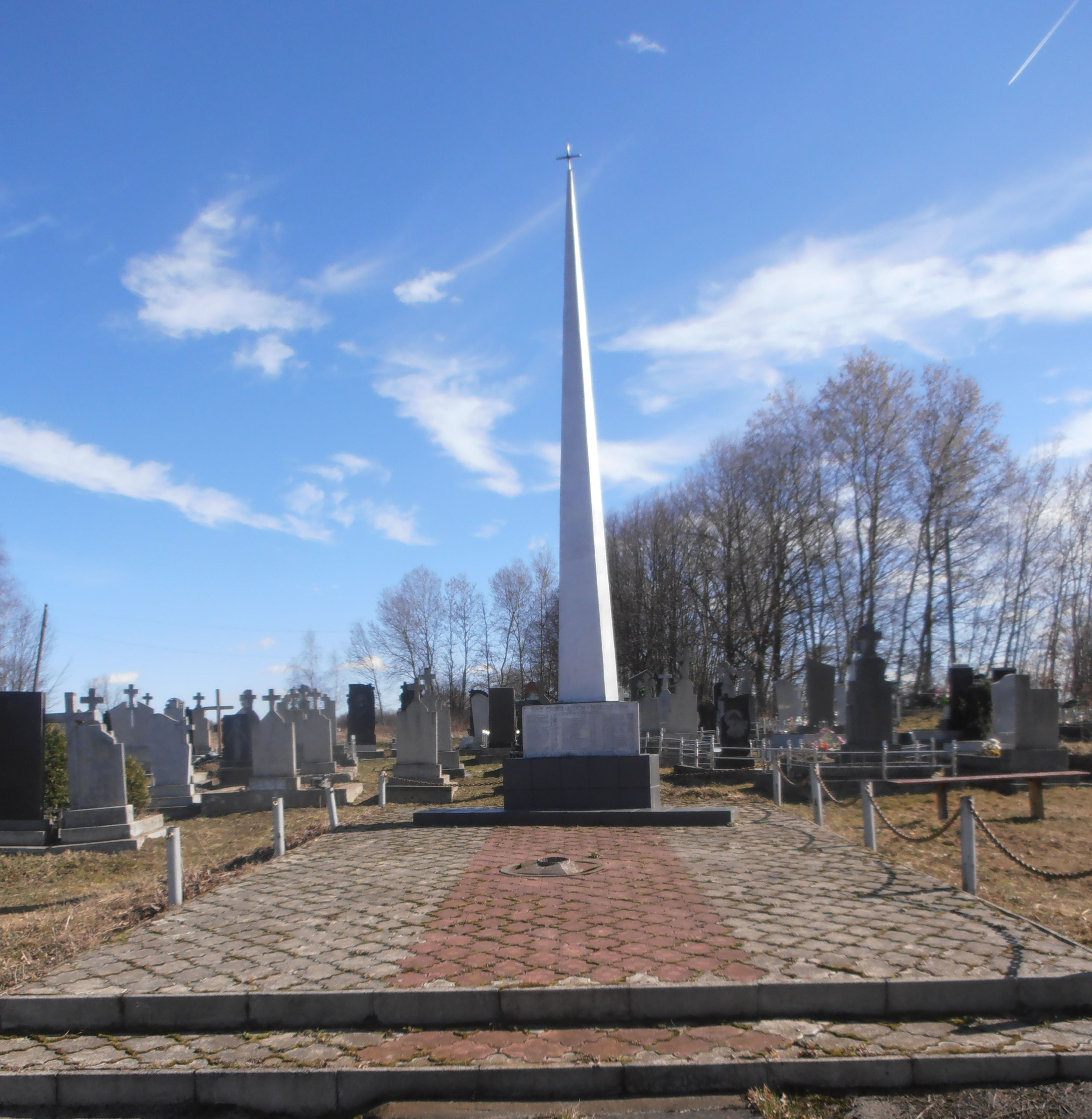
Радянський монумент